# Hidruro de aluminio
El hidruro de aluminio (también conocido como alano y alumano) es un compuesto inorgánico de fórmula AlH3. El alano y sus derivados son reactivos reductores comunes (adición de hidruros) en síntesis orgánica que se utilizan en disolución tanto en laboratorio como a escala industrial. En disolución, normalmente en disolventes etéreos como el tetrahidrofurano o el éter dietílico, el hidruro de aluminio forma complejos con bases de Lewis y reacciona selectivamente con determinados grupos funcionales orgánicos (por ejemplo, con ácidos carboxílicos y ésteres frente a haluros orgánicos y grupos nitro) y, aunque no es un reactivo de elección, puede reaccionar con enlaces múltiples carbono-carbono (por ejemplo, mediante hidroaluminación). Dada su densidad, y con un contenido de hidrógeno del orden del 10% en peso, algunas formas de alano son, a partir de 2016, candidatas activas para el almacenamiento de hidrógeno y, por tanto, para la generación de energía en aplicaciones de pilas de combustible, incluidos los vehículos eléctricos. En 2006 se observó que era necesario seguir investigando para encontrar una forma eficaz y económica de invertir el proceso, regenerando el alano a partir del producto de aluminio usado.
El hidruro de aluminio sólido, o alano, es incoloro y no volátil, y en su forma reactiva más común es una especie altamente polimerizada (es decir, tiene múltiples unidades de AlH3 que están autoasociadas); se funde con descomposición a 110 °C. Aunque no es espontáneamente inflamable, los sólidos y soluciones de alano requieren precauciones de uso similares a las de otros hidruros metálicos altamente inflamables, y deben manipularse y almacenarse con exclusión activa de la humedad. El alano se descompone al exponerse al aire (principalmente por el avance de la humedad), aunque la pasivación -que permite el desarrollo de un recubrimiento superficial inerte- disminuye en gran medida la velocidad de descomposición de los preparados de alano.

## Forma y estructura
El hidruro de aluminio, o alano, es un sólido incoloro y no volátil. Funde con descomposición a 110 °C. La forma sólida, sin embargo, a menudo se presenta como un sólido blanco que puede teñirse de gris (con una disminución del tamaño de las partículas del reactivo o un aumento de los niveles de impurezas). Específicamente, dependiendo de las condiciones de síntesis, la superficie del alano puede pasivarse (hacerse algo menos reactivo) con una capa delgada de óxido o hidróxido de aluminio. 
Como se usa en condiciones comunes de laboratorio, el alano es "altamente polimérico", estructuralmente, y su fórmula a veces se presenta como (AlH3)n, donde el valor o rango de "n" no está definido.  Tales preparaciones de alano se disuelven en tetrahidrofurano (THF) o éter dietílico (éter). El alano sólido se puede precipitar del éter, y la velocidad de hacerlo varía según el método de preparación de la solución de alano.
Estructuralmente, el alano puede adoptar numerosas formas polimórficas; a partir de 2006, se conocían "al menos 7 fases de AlH3 no solvatadas": α-, α'-, β-, γ-, ε- y ζ-alanos; a partir de esta fecha, se han agregado dos más, δ- y θ-alanos. Cada uno tiene una estructura diferente, siendo el α-alano el polimorfo más estable térmicamente. Por ejemplo, cristalográficamente, el α-alano adopta una morfología cúbica o romboédrica, mientras que el α'-alano forma cristales en forma de aguja y el γ-alano forma haces de agujas fusionadas. Se ha determinado la estructura cristalina de α-alano, y presenta átomos de aluminio rodeados por seis átomos de hidrógeno orientados octaédricamente que se unen a otros seis átomos de aluminio (ver tabla), donde las distancias Al-H son todas equivalentes (172 pm) y el ángulo Al-H-Al es de 141°.  
|  |  |  |

Cuando los alanos β y γ se producen juntos, se convierten en alano α al calentarse, mientras que los alanos δ, ε y θ se producen en otras condiciones de cristalización; aunque son menos estables térmicamente, los polimorfos de δ-, ε- y θ-alano no se convierten en α-alano al calentarse. 
En condiciones especiales, se pueden preparar y estudiar alanos no poliméricos (es decir, sus formas moleculares). El AlH3 monomérico se ha aislado a baja temperatura en una matriz sólida de gas noble donde se demostró que es plano. La forma dimérica, Al2H6, se ha aislado en hidrógeno sólido y es isoestructural con el diborano (B2H6) y el digalano (Ga2H6).   

## Manejo
El alano no es inflamable espontáneamente. así, se recomienda "una manipulación y precauciones similares a las ejercidas para el LiAlH4" (el reactivo químico, hidruro de litio y aluminio), ya que su "reactividad [es] comparable" a la de este reactivo reductor relacionado. Para estos reactivos, tanto las preparaciones en soluciones como los sólidos aislados son "altamente inflamables y deben almacenarse en ausencia de humedad". Cuando se utiliza en cantidades y preparaciones estándar de laboratorio, el alano se utiliza en una campana de gases. Los sólidos de este tipo de reactivo llevan recomendaciones de manipulación "en una bolsa de guantes o caja seca". Tras su uso, los recipientes de la solución suelen cerrarse herméticamente con un lavado concomitante con gas inerte anhidro ("seco"), por ejemplo, nitrógeno o argón, para excluir el aire (y el oxígeno y la humedad que contiene).
La pasivación disminuye en gran medida la tasa de descomposición asociada a los preparados de alano. No obstante, el alano pasivado conserva una clasificación de peligro de 4.3 (productos químicos que, en contacto con el agua, emiten gases inflamables).

## Preparación
Los hidruros de aluminio y varios complejos de los mismos se conocen desde hace mucho tiempo. Su primera síntesis se publicó en 1947 y se asignó una patente para la síntesis en 1999. El hidruro de aluminio se prepara tratando hidruro de litio y aluminio con tricloruro de aluminio . El procedimiento es complicado: se debe prestar atención a la eliminación del cloruro de litio +.
3 LiAlH 4 + AlCl 3 → 4 AlH 3 + 3 LiCl
La solución etérea de alano requiere un uso inmediato, porque el material polimérico precipita rápidamente como sólido. Se sabe que las soluciones de hidruro de aluminio se degradan al cabo de 3 días. El hidruro de aluminio es más reactivo que el LiAlH4.
Existen varios otros métodos para la preparación de hidruro de aluminio:
2LiAlH4 + BeCl2 → 2AlH3 + Li2 BeH2 Cl2
2LiAlH4 + H2SO4 → 2AlH3 + Li2SO4+2H2
2LiAlH4 + ZnCl2 → 2AlH3 + 2LiCl + ZnH2
2LiAlH 4 + I2 → 2AlH3 + 2LiI + H2

### Síntesis electroquímica
Varios grupos han demostrado que el alano se puede producir electroquímicamente . Se han patentado diferentes métodos electroquímicos de producción de alano. La generación electroquímica de alano evita las impurezas de cloruro. Se discuten dos posibles mecanismos para la formación de alano en la celda electroquímica de Clasen que contiene THF como solvente, hidruro de sodio y aluminio como electrolito, un ánodo de aluminio y un alambre de hierro (Fe) sumergido en mercurio (Hg) como cátodo. El sodio forma una amalgama con el cátodo de Hg evitando reacciones secundarias y el hidrógeno producido en la primera reacción podría capturarse y volver a reaccionar con la amalgama de sodio y mercurio para producir hidruro de sodio. El sistema de Clasen no produce pérdida de material de partida. Para los ánodos insolubles, ocurre la reacción 1, mientras que para los ánodos solubles, se espera la disolución anódica de acuerdo con la reacción 2:
1. AlH4− - e− → AlH3 · nTHF +1⁄2 H2
2. 3AlH 4− + Al - 3e− → 4AlH3 · nTHF

En la reacción 2, el ánodo de aluminio se consume, lo que limita la producción de hidruro de aluminio para una celda electroquímica determinada.
Se ha demostrado la cristalización y recuperación de hidruro de aluminio a partir de alano generado electroquímicamente.

### Hidrogenación a alta presión de aluminio metálico.
El α-AlH3 puede producirse por hidrogenación de aluminio metálico a 10GPa y 600 °C (1.112 °F). La reacción entre el hidrógeno licuado produce α-AlH3 que podría recuperarse en condiciones ambientales.

## Reacciones

### Formación de aductos con bases de Lewis
El AlH3 forma fácilmente aductos con bases de Lewis fuertes. Por ejemplo, se forman complejos 1:1 y 1:2 con trimetilamina. El complejo 1:1 es tetraédrico en la fase gaseosa, pero en la fase sólida es dimérico con centros puente de hidrógeno, (NMe  Al(μ-H))2 . El complejo 1:2 adopta una estructura bipiramidal trigonal. Algunos aductos (p. ej., dimetiletilamina alano, NMe2Et · AlH3) se descomponen térmicamente para dar aluminio metálico y pueden tener uso en aplicaciones MOCVD.
Su complejo con éter dietílico se forma según la siguiente estequiometría:
AlH3 + (C2H5)2 O → H3Al · O(C2H5)2
La reacción con hidruro de litio en éter produce hidruro de litio y aluminio :
AlH3 + LiH → LiAlH4

### Reducción de grupos funcionales
En química orgánica, el hidruro de aluminio se utiliza principalmente para la reducción de grupos funcionales. En muchos sentidos, la reactividad del hidruro de aluminio es similar a la del hidruro de litio y aluminio. El hidruro de aluminio reducirá aldehídos, cetonas, ácidos carboxílicos, anhídridos, cloruros de ácido, ésteres y lactonas a sus correspondientes alcoholes. Las amidas, nitrilos y oximas se reducen a sus correspondientes aminas.
En términos de selectividad de grupos funcionales, el alano difiere de otros reactivos de hidruro. Por ejemplo, en la siguiente reducción de ciclohexanona, el hidruro de litio y aluminio da una relación trans:cis de 1,9 : 1, mientras que el hidruro de aluminio da una relación trans:cis de 7,3 : 1.
El alano permite la hidroximetilación de ciertas cetonas (es decir, la sustitución de C-H por C-CH2OH en la posición alfa). La cetona en sí no se reduce, ya que queda "protegida" como su enolato.
Los organohaluros se reducen lentamente o no se reducen en absoluto con hidruro de aluminio. Por lo tanto, los grupos funcionales reactivos como los ácidos carboxílicos pueden reducirse en presencia de haluros.
Los grupos nitro no se reducen con hidruro de aluminio. Asimismo, el hidruro de aluminio puede lograr la reducción de un éster en presencia de grupos nitro.
El hidruro de aluminio se puede utilizar en la reducción de acetales a dioles semiprotegidos.
El hidruro de aluminio también se puede usar en la reacción de apertura del anillo de epóxido como se muestra a continuación.
La reacción de transposición alílica llevada a cabo utilizando hidruro de aluminio es una reacción SN2 y no es estéricamente exigente.
El hidruro de aluminio reducirá el dióxido de carbono a metano con el calentamiento: 
4AlH3 + 3CO2 → 3CH4 + 2Al2O3

### Hidroaluminacion
Se ha demostrado que el hidruro de aluminio se agrega a los alcoholes propargílicos. Similar a la hidroboración, el hidruro de aluminio puede, en presencia de tetracloruro de titanio, agregar dobles enlaces.

### Combustible
En su forma pasivada, el alano es un candidato activo para el almacenamiento de hidrógeno, y puede utilizarse para la generación eficiente de energía a través de aplicaciones de pilas de combustible, incluidos los vehículos eléctricos y de pilas de combustible y otras aplicaciones de energía ligera. El AlH3 contiene hasta un 10,1% de hidrógeno en peso (con una densidad de 1,48 gramos por mililitro), es decir, el doble de la densidad de hidrógeno del H2 líquido. En 2006, el AlH3 se describió como un candidato para el que "se necesitaría más investigación para desarrollar un proceso eficiente y económico para regenerarlo a partir del polvo de Al usado".
El alano también es un aditivo potencial para el combustible de cohetes y en composiciones explosivas y pirotécnicas. En su forma no pasivada, el alano también es un prometedor aditivo àra combustible de cohetes, capaz de brindar ganancias de eficiencia de impulso de hasta un 10%.

## Accidentes reportados
Se informó que una reducción del compuesto de trifluorometilo con alano causó una "explosión grave".

## Otras lecturas
- Science Direct Staff (2022). «Alane». ScienceDirect.com. Amsterdam, The Netherlands: Elsevier B.V.
- Science Direct Staff (2022). «Aluminum Hydride». ScienceDirect.com. Amsterdam, The Netherlands: Elsevier B.V.